# Bernhard Gottlieb
Bernhard Gottlieb (* 14. Juli 1885 geboren als Berisch Gottlieb in Kuty, Galizien/Österreich-Ungarn/Polen, heute Кути/Ukraine; † 16. März 1950 in Dallas, (Texas/USA)) war ein österreichischer Zahnarzt und Wissenschaftler. Er gilt als Begründer der wissenschaftlich fundierten Diagnostik und Behandlung von Zahnfleischerkrankungen und gehörte in den 1930er Jahren als Spezialist für Parodontitis zu den weltweit bedeutendsten Zahnärzten. Balint Orbán, einer seiner Schüler, schrieb 1950 in einem Nekrolog: „Man kann wohl sagen, dass wenige Forscher einen bedeutenderen Einfluss auf die Wissenschaft unseres Faches ausgeübt haben als Gottlieb. Er muss als Begründer des biologischen Denkens in der Zahnheilkunde betrachtet werden“. Gottliebs Erkenntnisse wirken bis heute in der zahnärztlichen Behandlung.

## Leben
Bernhard Gottlieb wurde als Sohn des jüdischen Kaufmanns Jakob Gottlieb geboren. 1905 legte er am deutschen Gymnasium in Rădăuți (Radautz, Galizien/Rumänien) seine Matura ab und begann 1906 sein Medizinstudium an der Universität Wien und schloss es mit der Promotion über die Histo(patho)logie der Zahnhartsubstanz unter Julius Tandler (1869–1936) zum „Dr. med. univ.“ am 11. Dezember 1911 ab. Der Weg zum Zahnarzt führte damals in Österreich über eine Zusatzausbildung nach Beendigung des Medizinstudiums. Er arbeitete anschließend in der zahnärztlichen Ordination seines späteren Schwiegervaters Siegmund Herz. 1917 heiratete er Stella Herz. Sie bekamen einen Sohn, den späteren US-amerikanischen Anthropologen, Soziologen und Hochschullehrer Erich Gottlieb (1933–2013). Im Ersten Weltkrieg rückte er 1914 in die Gemeinsame Armee (Österreichisch-ungarische Armee) ein und leitete eine mobile Krankenstation, später eine mobile Zahnambulanz. Er sammelte im Krieg Kieferpräparate, die die Grundlage für seine späteren berühmten histologischen Untersuchungen werden sollten. Er wurde im Nationalsozialismus aus rassistischen Gründen verfolgt, seine Venia legendi wurde widerrufen und am 22. April 1938 wurde er seines Amtes enthoben und von der Universität Wien vertrieben, ebenso wie die Zahnmediziner Rudolf Kronfeld (1901–1940), Balint Orbán (1889–1974), Joseph Peter Weinmann (1896–1960), Albin Oppenheim (1875–1945) und Harry Sicher (1889–1974). Ihre Namen sind vielen hierzulande nicht bekannt, erst in Amerika gelangten sie zu großem Ruhm und ihre wissenschaftlichen Tätigkeiten wurden hoch geschätzt und vielfach geehrt.

## Wissenschaftliche Laufbahn
Am 18. Dezember 1921 wurde Gottlieb als Privatdozent für Zahnheilkunde an der Medizinischen Fakultät der Universität Wien habilitiert und leitete das histologische Labor des Zahnärztlichen Universitäts-Instituts. Am 14. Juli 1931 wurde er zum außerordentlichen Professor (Pd. tit. ao. Prof.) ernannt. Seine Habilitationsschrift beschäftigte sich mit der vielbeachteten Grundlagenstudie zum „Epithelansatz“ des Zahnes. Er übernahm die Leitung des „Histologischen Laboratoriums“ am Zahnärztlichen Institut der Universität Wien. Fortan sollte die orale Histo(patho)logie in Wien eine herausragende Rolle spielen und Gottlieb als Gründer
der „Wiener Schule“ zu einer internationalen Referenz aufsteigen. So war William H. G. Logan (1872–1943), Rektor der Loyola Universität in Chicago, daran interessiert in Chicago und allgemein „in Amerika Labors nach dem Wiener Vorbild einzurichten“. Er bat Gottlieb um Empfehlung eines Kandidaten, worauf der Balint Orban nannte. 1938 floh Gottlieb vor den Nationalsozialisten nach Palästina, wo er bis 1939 an der Hebrew University in Tel Aviv lehrte, bevor er – nach einem Zwischenaufenthalt in England – weiter in die USA nach Dallas (Texas) emigrierte. Laut Driak war er dort ab 1939 Professor für Oralpathologie und als Vorstand des Department for Dental Research des College of Dentistry an der Baylor-University tätig. Nach einer anderen Quelle wurde er 1940 Mitarbeiter in der Kellogg Foundation in Battle Creek (Michigan) und Gastprofessor an der University of Michigan in Ann Arbor, bis er 1941 eine Professur für Oral Pathology erhielt und die Leitung des Department for Dental Research im Baylor College, Dallas übernahm. Neben dem Gefühl der Entwurzelung aus der alten Heimat hatte Gottlieb an seiner neuen Wirkungsstelle mit vielen Problemen zu kämpfen, denn er hatte nicht die gewohnte Laborausstattung wie in Wien und konnte kaum auf finanzielle Unterstützung zurückgreifen. Einen Teil der finanziellen Unterstützung erhielt das College of Dentistry der Baylor University von der Kellogg Foundation.
An seinen Forschungen ist die Ablehnung der Miller'schen These zur Entstehung der Zahnkaries bemerkenswert. Im Gegensatz zu Willoughby D. Miller fand Gottlieb, dass kariöser Zahnschmelz sogar säureresistenter ist als gesunder Schmelz. Er entwickelte die „Proteolyse-Theorie“ der Kariesentstehung. Dennoch befürwortete er die Fluoridanwendung gegen Karies, aber eher im Sinn einer Obliteration der Schmelzkristall-Zwischenräume. Mit einer kritischen Besprechung von Gottliebs „Dental Caries“ machte Friedrich Proell 1949 diese Monographie auch in Deutschland einem zahnärztlichen Leserkreis bekannt und trug so zur frühzeitigen Begeisterung über die Möglichkeiten der Kariesprophylaxe mit Fluoriden in Deutschland bei.
Seine bedeutendsten wissenschaftlichen Arbeiten verfasste Gottlieb über die Entdeckung des Epithelansatzes, über die Biologie des Zahnelementes, über Schmelzlamellen und Karies, über die diffuse Atrophie des Alvaolarknochens, über die Paradentalpyorrhoe (1925) und Alveolaratrophie, über Experimente bezüglich der Wurzelkanalbehandlung, über experimentelle Untersuchungen über Gewebsveränderungen und die Veränderungen der Gewebe bei übermäßiger Belastung der Zähne (1931).
Für das Frühjahr 1950 war er eingeladen, in Rom Vorträge zu halten, ist aber am 16. März 1950 im Alter von 65 Jahren in Dallas verstorben.

## Ehrung
Die Wiener Klinik für Zahn-, Mund- und Kieferheilkunde wurde am 1. Juli 2005 in Bernhard Gottlieb Universitätszahnklinik umbenannt. In der Laudatio hieß es: „In Anerkennung der herausragenden wissenschaftlichen Leistungen des aus Galizien stammenden Altösterreichers Bernhard Gottlieb (1885–1950), der in den 30er Jahren als Spezialist für Parodontose zu den weltweit bedeutendsten Zahnärzten gehörte, hat sich die Universitätszahnklinik nun den Namen „Bernhard Gottlieb Universitätszahnklinik“ gegeben […] Gottliebs Bedeutung ist neben seinen Erfolgen in der Grundlagenforschung vor allem in seiner Liebe zu seinen heimatlichen Wurzeln zu sehen und prädestiniert daher ganz besonders, Namensgeber für die Universitätsklinik für Zahn-, Mund- und Kieferheilkunde zu sein.“
Zeitgleich wurde die Bernhard Gottlieb Medaille gestiftet, die alle zwei Jahre an Persönlichkeiten verliehen wird, die sich höchste Verdienste um die Wiener Zahnklinik erworben haben.
Am 2. Juli 2016 wurde die ehemalige „Bernhard Gottlieb Zahnklinik“ in Analogie zu allen anderen Kliniken der Medizinischen Universität Wien „im Sinne einer auch international eindeutigen Erkennbarkeit“, gemäß Organisationsplan der Universität in „Universitätszahnklinik Wien“ umbenannt. Bernhard Gottlieb wird an der Universitätszahnklinik durch eine eigene Gedenktafel an der Fassade und einen Schauraum im Eingangsbereich geehrt. Ein eigener Festakt dazu ist im Rahmen des „dies academicus“, des Tages der Medizinischen Universität, am 12. März 2020 geplant."

## Ehrenämter und Auszeichnungen
- 1925 Präsident der Fédération Dentaire Internationale (FDI)
- 1936 Miller-Preis der FDI
- 1982 Hall of Fame am Baylor College of Dentistry in Dallas
- 2005 Benennung der Universitätszahnklinik Wien in „Bernhard Gottlieb Universitätszahnklinik“[14]
- Ehrendoktorat der
  - Universität Bonn
  - Loyola University, Chicago
- Korrespondierendes Mitglied der Royal Society of Medicine, London,
- Ehrenmitglied der
  - Nederlandsch Tandheelkundig Genootschap
  - Allied Dental Council, New York,
  - British Dental Association,
  - Société Odontologique de Paris,
  - Schwedischen Zahnärztlichen Gesellschaft
  - Ungarischen Zahnärztlichen Gesellschaft,
  - Dental Association in Caracas, Venezuela,
- Fellow of the
  - American Academy of Periodontology,
  - der Nippon Dental Association, Japan
  - der Wiener Zahnärztlichen Gesellschaft

## Veröffentlichungen (Auswahl)
- Schmutzpyorrhoe, Paradentalpyorrhoe und Alveolaratrophie; Klinik, Ätiologie, Prophylaxe und Therapie, Urban & Schwarzenberg, Berlin, Wien, 1925.
- mit Balint Orban: Biology and pathology of the tooth and its supporting mechanism, translated and edited by Moses Diamond, Macmillan, New York, 1938.
- Dental caries; its etiology, pathology, clinical aspects and prophylaxis, Lea & Febiger, Philadelphia 1947
- mit Seth Lee Barron und J. Hobson Crook, Endodontia, Mosby, St. Louis, 1950
- Daniel A. Grant, Irving B. Stern, Max A. Listgarten, Periodontics in the tradition of Gottlieb and Orban, Mosby, St. Louis, 6. Auflage 1988.
- mit Balint Orban, Moses Diamond: Biology and pathology of the tooth and its supporting mechanism, The Macmillan Company, New York, 1938.
- mit Balint Orban: Zahnfleischentzündung und Zahnlockerung, Berlinische Verlagsanstalt, Berlin 1933.
- mit Balint Orban: Die Veränderungen der Gewebe bei übermäßiger Beanspruchung der Zähne, Georg Thieme Verlag, Leipzig, 1931.
- Dentistry in individual phases, Haaretz Press, Tel-Aviv, 1947
- Propagatormethoden für mesoskopisches Tunneln am Beispiel des Rastertunnelmikroskops, München, Technische Universität
- mit Leo Fleischmann: Beiträge zur Histologie und Pathogenese der Alveolarpyorrhoe, Urban & Schwarzenberg, Berlin, 1920.
- The treatment of the so-called alveolar-pyorrhea and other paradentoses, 1924
- The epithelial attachment of the tooth, 1921
- Paradental pyorrhea of rat-molars
- The etilology and prophylaxis of tooth-caries
- Histological examination of a healed tooth-fracture: a further contribution to the biology of teeth, 1922
- The histological structure of guinea-pig molars and their fastening apparatus, 1923
- The diffuse atrophy of the alveolar-bone; further contributions to the knowledge of alveolar-atrophy and its reparation by cementgrowth